# Dániel Varga
Dániel Varga (Budimpešta, 25. rujna 1983.), mađarski vaterpolist. Stariji je brat Dénesu Vargi koji je također mađarski reprezentativac i od 2010. godine igrač riječkog Primorja. Dániel je visok 200 cm i težak 99 kg. Od 1997. do 2001. igrao je za Újpest, a od 2001. do 2010. za Vasas. Po struci je ekonomist, a bavi se i slikarstvom i fotografijom.
Kao igrač Ferencvárosa u sezoni 2018./19. osvojio je naslov prvaka Europe.